# Samuel Cuburu
Samuel Cano Cuburu (20 febbraio 1928 – ...) è stato un calciatore messicano, di ruolo centrocampista.

## Carriera
Con la Nazionale messicana ha preso parte ai Mondiali 1950.